# Mayridia
Mayridia är ett släkte av steklar som beskrevs av Mercet 1921. Mayridia ingår i familjen sköldlussteklar.

## Dottertaxa tillMayridia, i alfabetisk ordning[1][2]
- Mayridia alcmon
- Mayridia americana
- Mayridia arida
- Mayridia borkovicensis
- Mayridia bureshi
- Mayridia caerulea
- Mayridia clio
- Mayridia clodia
- Mayridia dunensis
- Mayridia eremobia
- Mayridia formosula
- Mayridia helleni
- Mayridia hyalipennis
- Mayridia iliensis
- Mayridia kopetdagica
- Mayridia maryae
- Mayridia merceti
- Mayridia miranda
- Mayridia murgabensis
- Mayridia myrlea
- Mayridia parva
- Mayridia procera
- Mayridia pulchra
- Mayridia splendida
- Mayridia sugonjaevi
- Mayridia tatrica
- Mayridia terteriani
- Mayridia tobiasi
- Mayridia tshairae
- Mayridia viridiscutellum